# Torrie Wilson
Torrie Wilson (ur. 24 lipca 1975 w Boise) – amerykańska wrestlerka i modelka fitness.
W latach 1999–2000 była związana z World Championship Wrestling, a w latach 2001–2008 z Word Wrestling Federation/Entertainment. W 2019 dołączyła do galerii sławy wrestlingu WWE Hall of Fame.
W 1998 wygrała konkurs Miss Galaxy. Dwukrotnie była na okładce magazynu Playboy. Po zakończeniu kariery wrestlerskiej założyła firmę Torrie Wilson Fit.

## Wczesne życie
Torrie Wilson urodziła się 24 lipca 1975 w Boise w stanie Idaho. Między 14 a 20 rokiem życia, chcąc mieć szczupłą sylwetkę, podejmowała decyzje, które doprowadziły u niej do zaburzenia odżywiania. W wieku 16 lat zdiagnozowano u niej niedoczynność tarczycy. Po tym jak wyzdrowiała, w latach 90. była modelką fitness. W 1998 wygrała konkurs Miss Galaxy.

## Kariera wrestlerska

### World Championship Wrestling (1999–2000)
Debiutowała w organizacji wrestlerskiej World Championship Wrestling. Początkowo była głównie menedżerką i tylko okazjonalnie brała udział w walkach typu Mixed tag team match. W jednym z wywiadów przyznała, że przed debiutem nie trenowała, ani nawet nie interesowała się wrestlingiem.
Debiutowała pod pseudonimem Samantha w 1999. Stajnia NWo zatrudniła ją, aby uwiodła wrestlera Davida Flaira i zwróciła go przeciwko swojemu ojcu, Ricowi Flairowi. Po swoim krótkim wątku nie występowała przez kilka kolejnych miesięcy, po czym powróciła, używając już swojego prawdziwego imienia Torrie Wilson. Została valetem Davida Flaira i stała w jego narożniku, gdy pokonywał Deana Malenko w walce o mistrzostwo United States Championship na gali Bash at the Beach. Wkrótce przyłączyła się do stajni The Filthy Animals. Jej obecność doprowadziła do tego, że dwóch członków stajni, Billy Kidman i Eddie Guerrero rywalizowali ze sobą w ringu o jej względy.
Wilson znowu zniknęła z programu na kilka miesięcy, a po powrocie na początku 2000, została osobistym valetem Billy’ego Kidmana. Jej sojusz z Kidmanem trwał sześć miesięcy, po czym zdradziła go w czasie walki przeciwko G.I. Bro. Wkrótce pomogła pokonać Kidmana Hulkowi Hoganowi. Kolejnym jej sojusznikiem był Shane Douglas, razem z którym stoczyła kilka walk typu Mixed tag team match. 11 września po raz pierwszy stoczyła walkę typu 1 na 1. Została pokonana wtedy przez Medusę. Pod koniec 2000 zakończyła pracę dla World Championship Wrestling.

### Word Wrestling Federation/Entertainment (2001–2008)

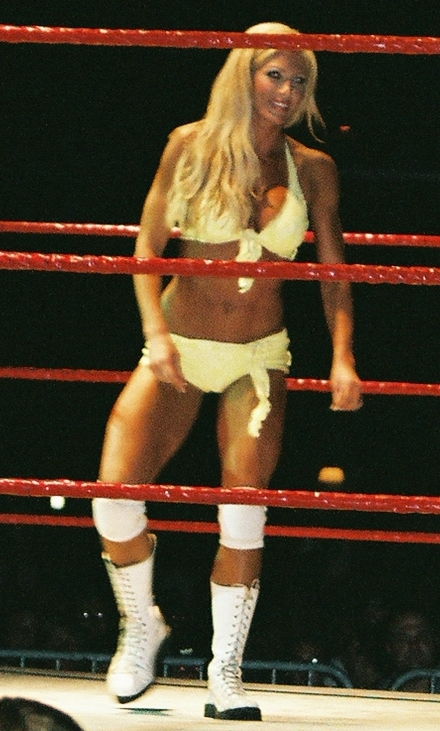
Torrie Wilson w ringu WWE w 2006

Została zatrudniona przez Word Wrestling Federation (WWF) w czerwcu 2001. Początkowo flirtowała z właścicielem WWF, Vince McMahon. Później jednak dołączyła do rywalizującej z nim stajni The Alliance, złożonej z jego dzieci Shane'a McMahona i Stephanie McMahon, a także z byłych członków przejętej przez WWF organizacji WCW. Wilson rywalizowała też z innymi diwami, takimi jak Trish Stratus i Stacy Keibler, w walkach wrestlerskich i konkursach bikini. Pod koniec 2001 była waletem Tajiriego, jednak szybko zrezygnowała z powodu zbyt wysokich oczekiwań i tradycjonalistycznego podejścia wrestlera.
W 2002 rywalizowała z Dawn Marie, która w trakcie konfliktu postanowiła na złość Torrie flirtować z ojcem przeciwniczki, Alem Wilsonem. Ojciec Wilson oświadczył się Dawn Marie, wziął z nią ślub i zmarł w trakcie miesiąca miodowego (w kayfabe). Rywalizację zwieńczyła w 2003 walka na Royal Rumble, w której Wilson pokonała Dawn Marie.
Gdy w 2003 zapowiedziano, że Wilson znajdzie się na okładce czasopisma Playboy, z Wilson zaczęła rywalizować powracająca po przerwie Sable, która była na okładce w latach 90. 11 lipca Wilson połączyła siły z Billym Gunnem w rywalizacji przeciwko Jamiemu Noble i Nidii.
W 2004 ponownie zapowiedziano, że Torrie Wilson będzie na okładce czasopisma Playboy, tym razem z byłą rywalką Sable. Obie zawodniczki utworzyły tag team i rywalizowały przeciwko Jackie Gaydzie i Stacy Keibler. Na koniec Wilson i Sable pokonały rywalki na gali WrestleMania XX w walce typu Evening Gown match. Wkrótce sojuszniczki zaczęły znowu rywalizować ze sobą nawzajem i stoczyły walkę na gali Great American Bash, którą wygrała Sable.
W 2005 w brandzie SmackDown Wilson utworzyła tag team z Candice Michelle. Po przejściu do Raw 22 sierpnia obie zostały heelami i dołączyły do swojej drużyny Victorię. Ich głównymi rywalkami była początkująca wrestlerka Ashley oraz jej trenerki Trish Stratus i Mickie James.
Gdy w 2006 ogłoszono, że Candice Michelle też będzie na okładce czasopisma Playboy, Wilson zerwała z nią sojusz i rozpoczęła rywalizację, której zwieńczeniem była wygrana przez Wilson bitwa na poduszki na gali WrestleMania 22. 30 października związała się z wrestlerem Carlito, któremu towarzyszyła w narożniku w trakcie walk.
W 2007 jej partner w kayfabe Carlito stał się heelem i odwrócił się od niej. 4 czerwca 2007 Carlito pokonał ją w szybkim pojedynku.
W 2008 Wilson zakończyła karierę w wrestlingu. 8 maja World Wrestling Entertainment ogłosiło zakończenie z nią współpracy. Wilson oświadczyła, że dwóch chirurgów powiedziało jej, że nie powinna już brać udziału w walkach wrestlerskich, jeśli chce kilka lat później chodzić o własnych siłach.

### Po 2008
5 kwietnia 2009 na gali WrestleMania 25 wzięła udział w Battle Royal 25 diw, wygranym przez Santinę Marellę.
28 stycznia 2018 wzięła udział w pierwszej walce Royal Rumble kobiet na gali Royal Rumble.
28 października 2018 wzięła udział w Battle Royal 20 kobiet na gali Evolution.
6 kwietnia 2019 została przyłączona do WWE Hall of Fame przez Stacy Keibler.

## Po karierze wrestlerskiej
Po zakończeniu kariery wrestlerskiej przeprowadziła się do Los Angeles. Założyła firmę Torrie Wilson Fit. Na swojej stronie internetowej torriewilsonfit.com zamieszczała filmy instruktażowe i porady związane z fitnessem.

## Mistrzostwa i osiągnięcia
- World Wrestling Federation / World Wrestling Entertainment
  - WWE Hall of Fame (2019)[7]